# Lord-lieutenant de Monaghan
Ceci est une liste de personnes qui ont servi comme Lord Lieutenant de Monaghan. L'office a été créé le 23 août 1831. Les nominations au poste se sont terminées par la création de l'État libre d'Irlande en 1922.
- Warner Westenra, 2e baron Rossmore: 7 octobre 1831 – 1836
- Henry Westenra, 3e baron Rossmore: 13 juin 1836 – 6 décembre 1858
- Charles Powell Leslie: 1858 – 26 juin 1871
- Richard Dawson, 1er comte de Dartrey: 18 octobre 1871 – 12 mai 1897
- Derrick Westenra, 5e baron Rossmore: 18 juin 1897 – 31 janvier 1921
- Sir John Leslie: 18 mars 1921 – 1922

## Gouverneurs
- Edward Blayney, 1er baron Blayney 1604– (died 1629)
- Cadwallader Blayney, 7e baron Blayney c.1713–
- Charles Talbot Blayney, 8e baron Blayney c.1735–
- William Fortescue, 1er comte de Clermont[1] : 1775–1806
- Warner Westenra (2e baron Rossmore) : –1831[2]
- Charles Powell Leslie : 1802–1831[3]